# جين دي كليسون
جين دي كليسون (1300-1359) والمعروفه بجين دي بيلفيل أو لبنة بريتاني. كانت بريطون امرأة نبيلة أصبحت قرصانة تفويضية انتقاما لزوجها بعد أن أعدم بتهمة الخيانة من قبل الملك الفرنسي. وقد قامت بتجريد بحر المانش واستهداف السفن الفرنسية، وغالبا ما ذبحت الطاقم، مخلفة القليل من الأحياء.

## نشأتها وحياتها
ولدت جين لويز دي بيلفيل، دي كليسون، دام دي مونتاغو، في عام 1300 في بيلفيل-سور-في في فونديه، ابنة نوبليمان موريس الرابع مونتاغو من بيلفيل وبالولاو (1263-1304) وليتيس دي بارثاناي من البارثينون (1276-؟) في غتين فاندين.

## زواجها
في عام 1312، تزوجت جين من زوجها الأول، جيفري دي شاتوبريانت الثامن (توفي 1326)، رجل بريتاني نبيل، وانجبا طفلين:
- جيفري التاسع (1314-1347)، ورث ملكيات والده كبارون، مات في معركة لا روشي دررين
- لويز (1316-1383)، تزوجت غاي الثاني عشر دي لافال ورثت ملك شقيقها كبارونيت.[2]